# Myotis ciliolabrum
Myotis ciliolabrum е вид бозайник от семейство Гладконоси прилепи (Vespertilionidae).

## Разпространение
Видът е разпространен в Канада (Албърта, Британска Колумбия и Саскачеван), Мексико и САЩ (Айдахо, Аризона, Вашингтон, Калифорния, Канзас, Колорадо, Монтана, Небраска, Невада, Ню Мексико, Оклахома, Орегон, Северна Дакота, Тексас, Уайоминг, Южна Дакота и Юта).